# 圣莫里斯
圣莫里斯（法語：Saint-Maurice，法語發音：[sɛ̃ moʁis] ⓘ），法国中北部城市，法兰西岛大区马恩河谷省的一个市镇，隶属于马恩河畔诺让区，其市镇面积为1.43平方公里，2022年1月1日时人口数量为14,411人，在法国城市中排名第690位。
圣莫里斯位于马恩河谷省北部，马恩河与万塞讷森林之间，法国A4高速公路横贯全境，是巴黎的一个近郊卫星城。

## 地名来源
“Saint-Maurice”最初于公元13世纪时以拉丁语“Sanctus Mauricius”的形式被记载，其中“莫里斯”一名可能与当地纪念天主教同名圣人的教堂有关。

## 历史

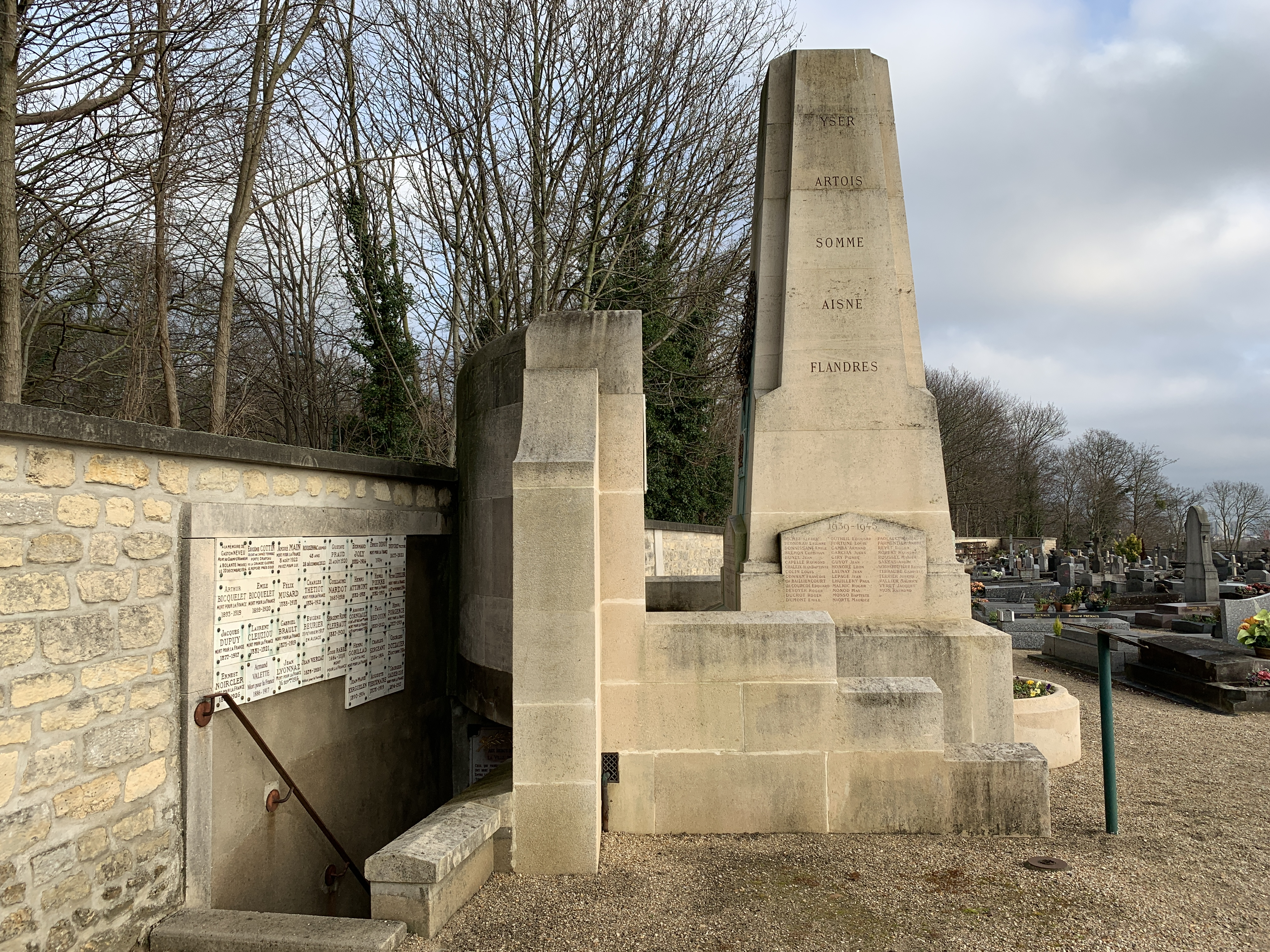
圣莫里斯烈士纪念碑

圣莫里斯的早期历史尚不清楚。根据当地官方网站的论述，圣莫里斯最初于公元11世纪时被设立为一个堂区。中世纪中后期，一些来自巴黎的贵族在圣莫里斯境内的马恩河畔及万塞讷森林边缘安居。宗教战争期间，圣莫里斯成为一个新教的文化中心，大批新教徒驻扎此地。1645年，圣约翰骑士团在此修建了讲堂及神学院。法国大革命后，沙朗通圣莫里斯成为塞纳省的一个市镇，当地神学院被改造成一个监狱，萨德侯爵被关押于此直至1814年逝世。1825年，马恩河右岸新开辟的人工水道用于航运。1842年，沙朗通圣莫里斯更名为“圣莫里斯”。工业革命期间，得益于巴黎的城市扩张，圣莫里斯人口数量快速增加。1868年，圣莫里斯东部部分街区被划入茹万维尔勒蓬。19世纪末，多条途径圣莫里斯的巴黎传统有轨电车线路建成通车，后于20世纪30年代陆续废弃。1929年，原位于圣莫里斯市镇范围内的部分万塞讷森林被划出，成为巴黎十二区的一部分。1954年，沿马恩河右岸延伸并纵贯圣莫里斯的快速公路建成通车，后于20世纪70年代扩建成为A4高速公路。1968年，塞纳省被撤销，圣莫里斯被划入新成立的马恩河谷省及克雷泰伊区。2015年，圣莫里斯被划入马恩河畔诺让区内。2016年1月1日，圣莫里斯成为大巴黎都会区的一部分。

## 地理

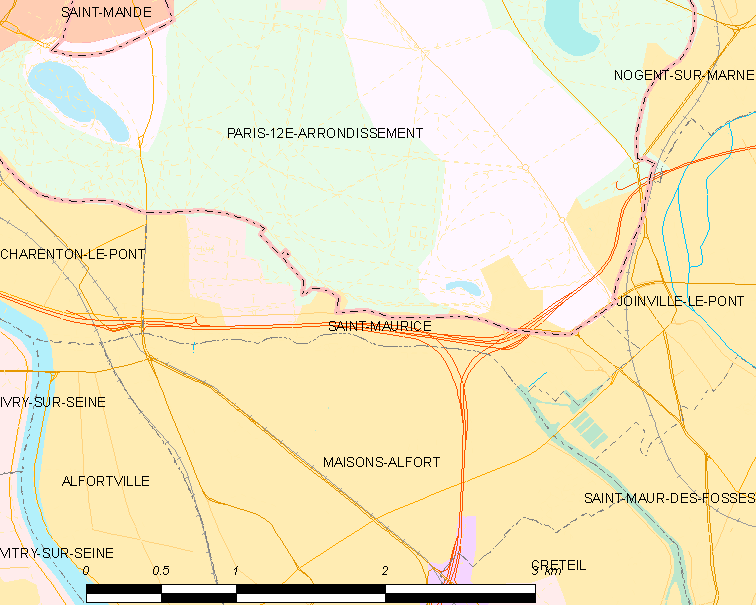
圣莫里斯市镇范围地图

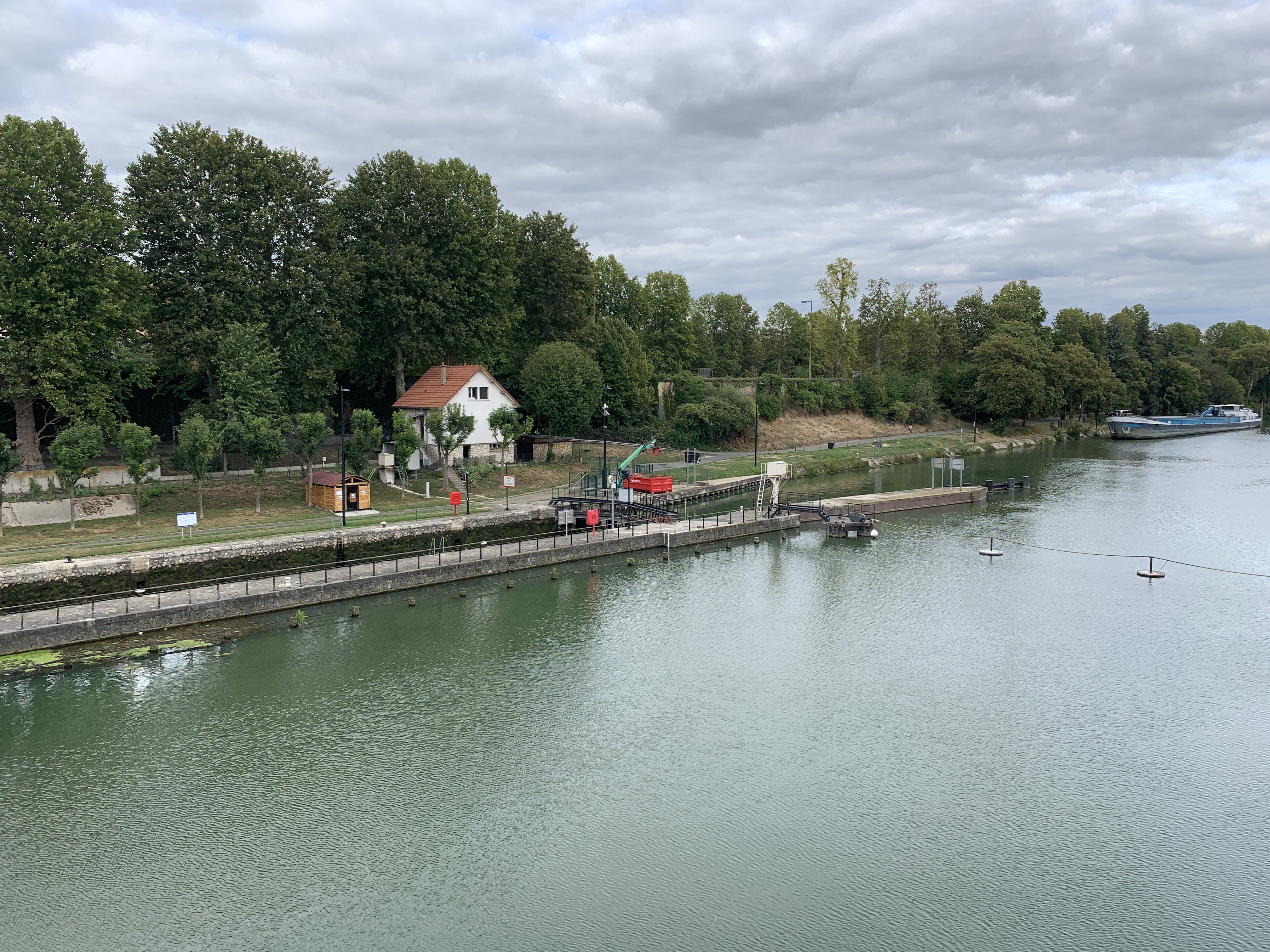
马恩河圣莫里斯段

圣莫里斯位于法国中北部，法兰西岛大区中北部和马恩河谷省北部，距离省会克雷泰伊大约6公里。与圣莫里斯接壤的市镇包括：沙朗通勒蓬、茹安维尔勒蓬、巴黎、邁松阿爾福。

### 地形
圣莫里斯位于巴黎盆地腹地，马恩河谷地内，境内以平原为主，市镇中心地势较为平坦，东北部略有起伏，整体地势自南向北略有抬升，全境海拔在27到67米之间。

### 水文
圣莫里斯位于塞纳河流域范围内，马恩河干流自东向西流经市镇南界，人工开凿的运河经过圣莫里斯市区，后者大部分的河道已被填埋，仅西侧尚存有少量水域。

### 植被
圣莫里斯属于温带阔叶混交林区，市镇北侧为万塞讷森林，南侧高速公路与建成区之间则有数十米宽的封闭式防护林。
在鲜花城市的评比中，圣莫里斯被评为2星级鲜花城市。

### 气候
圣莫里斯在柯本气候分类法中属于温带海洋性气候。
距离圣莫里斯最近的常年气象站位于茹万维尔勒蓬，以下为该气象站的数据（其中日照数据取自巴黎蒙苏里公园）：
| 茹万维尔勒蓬 1981年－2019年 | 茹万维尔勒蓬 1981年－2019年 | 茹万维尔勒蓬 1981年－2019年 | 茹万维尔勒蓬 1981年－2019年 | 茹万维尔勒蓬 1981年－2019年 | 茹万维尔勒蓬 1981年－2019年 | 茹万维尔勒蓬 1981年－2019年 | 茹万维尔勒蓬 1981年－2019年 | 茹万维尔勒蓬 1981年－2019年 | 茹万维尔勒蓬 1981年－2019年 | 茹万维尔勒蓬 1981年－2019年 | 茹万维尔勒蓬 1981年－2019年 | 茹万维尔勒蓬 1981年－2019年 | 茹万维尔勒蓬 1981年－2019年 |
| 月份                        | 1月                         | 2月                         | 3月                         | 4月                         | 5月                         | 6月                         | 7月                         | 8月                         | 9月                         | 10月                        | 11月                        | 12月                        | 全年                        |
| --------------------------- | --------------------------- | --------------------------- | --------------------------- | --------------------------- | --------------------------- | --------------------------- | --------------------------- | --------------------------- | --------------------------- | --------------------------- | --------------------------- | --------------------------- | --------------------------- |
| 历史最高温 °C（°F）         | 17.3 (63.1)                 | 19.9 (67.8)                 | 25.6 (78.1)                 | 31 (88)                     | 33.4 (92.1)                 | 38.9 (102.0)                | 39.5 (103.1)                | 41 (106)                    | 34 (93)                     | 31 (88)                     | 22.5 (72.5)                 | 17.2 (63.0)                 | 41 (106)                    |
| 平均高温 °C（°F）           | 7.3 (45.1)                  | 8.7 (47.7)                  | 12.8 (55.0)                 | 16.4 (61.5)                 | 20.3 (68.5)                 | 23.5 (74.3)                 | 26.1 (79.0)                 | 25.8 (78.4)                 | 21.9 (71.4)                 | 16.8 (62.2)                 | 11 (52)                     | 7.7 (45.9)                  | 16.5 (61.7)                 |
| 日均气温 °C（°F）           | 4.6 (40.3)                  | 5.4 (41.7)                  | 8.6 (47.5)                  | 11.5 (52.7)                 | 15.3 (59.5)                 | 18.4 (65.1)                 | 20.7 (69.3)                 | 20.4 (68.7)                 | 16.9 (62.4)                 | 12.8 (55.0)                 | 8 (46)                      | 5.2 (41.4)                  | 12.3 (54.1)                 |
| 平均低温 °C（°F）           | 2 (36)                      | 2.1 (35.8)                  | 4.4 (39.9)                  | 6.5 (43.7)                  | 10.2 (50.4)                 | 13.3 (55.9)                 | 15.3 (59.5)                 | 15 (59)                     | 12 (54)                     | 8.9 (48.0)                  | 5 (41)                      | 2.8 (37.0)                  | 8.1 (46.6)                  |
| 历史最低温 °C（°F）         | −15.6 (3.9)                 | −12.1 (10.2)                | −6.6 (20.1)                 | −2.5 (27.5)                 | 1 (34)                      | 4.8 (40.6)                  | 7.5 (45.5)                  | 6.8 (44.2)                  | 4 (39)                      | −1 (30)                     | −6.8 (19.8)                 | −9.5 (14.9)                 | −15.6 (3.9)                 |
| 平均降水量 mm（）           | 55.2 (2.17)                 | 45.4 (1.79)                 | 50.8 (2.00)                 | 50.8 (2.00)                 | 62.6 (2.46)                 | 54.9 (2.16)                 | 60.3 (2.37)                 | 52.6 (2.07)                 | 50.9 (2.00)                 | 62.3 (2.45)                 | 54.6 (2.15)                 | 61.9 (2.44)                 | 662.3 (26.07)               |
| 月均日照時數                | 62.5                        | 79.2                        | 128.9                       | 166                         | 193.8                       | 202.1                       | 212.2                       | 212.1                       | 167.9                       | 117.8                       | 67.7                        | 51.4                        | 1,661.6                     |
| 来源：infoclimat.fr         |                             |                             |                             |                             |                             |                             |                             |                             |                             |                             |                             |                             |                             |

## 行政区划
圣莫里斯的市镇编号为94069，邮政编号为94410。
在行政管理方面，圣莫里斯隶属于法国法兰西岛大区马恩河谷省马恩河畔诺让区；在地方选举方面，圣莫里斯隶属于沙朗通勒蓬县，其市镇范围全境被划入马恩河谷省第八选区；在社会管理方面，圣莫里斯是大巴黎都会区的组成部分。
圣莫里斯市镇被划为五个街区，并实行街区自治制度。圣莫里斯境内暂无城市敏感街区及城市政策优先街区。
法国国家统计与经济研究所（简称）在进行数据统计时，将圣莫里斯及相邻的另外428个市镇设为巴黎城市核心区（2020年扩充至431个），并将包括核心区在内的周边共1,794个市镇划为巴黎城市区。自2020年起，巴黎城市区被包含1,949个市镇的巴黎城市辐射区代替。此外，还将圣莫里斯市镇分为了4个“块区”（IRIS），以便于统计人口分布情况。

## 交通

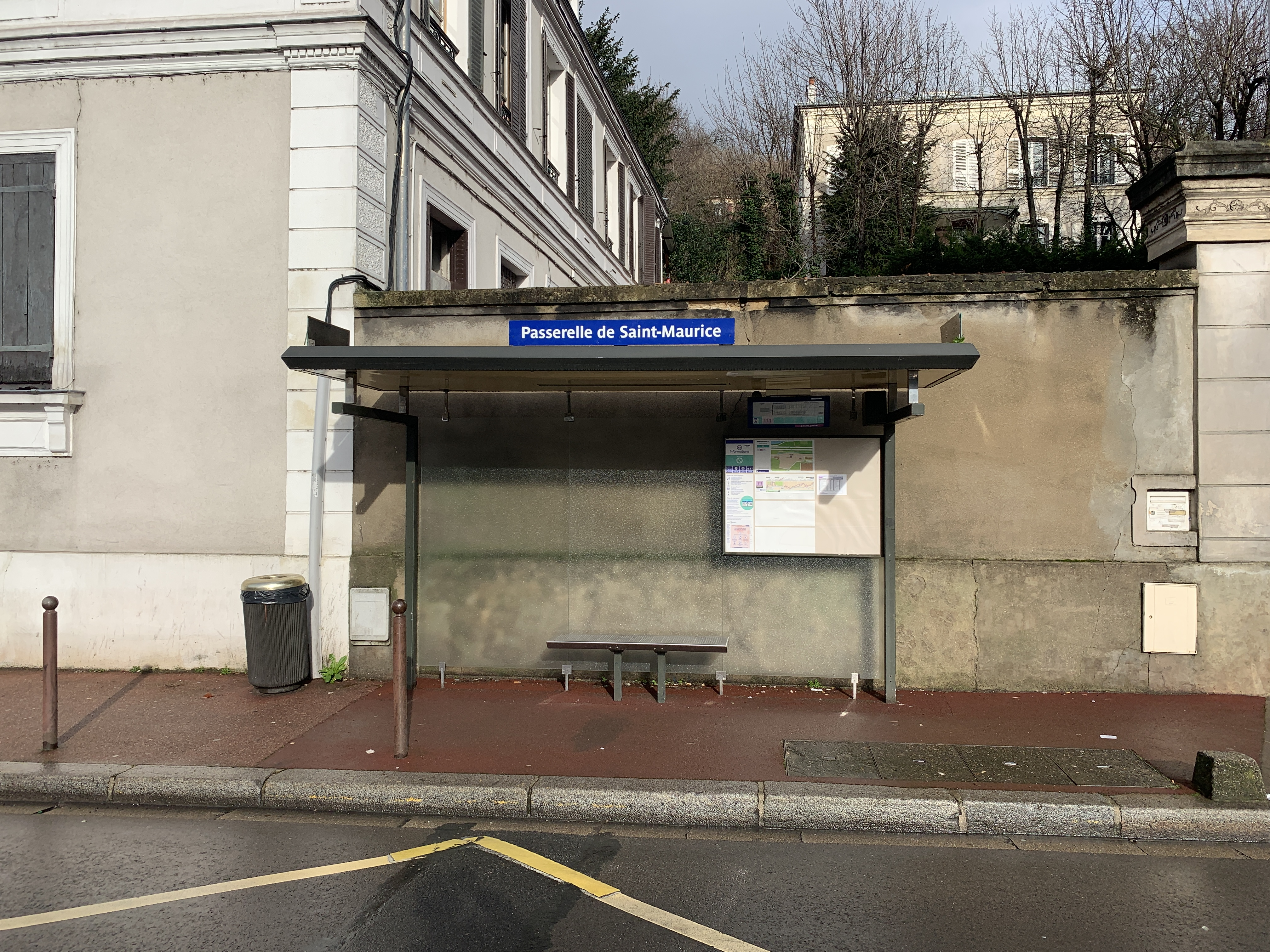
圣莫里斯境内的一处公交车站

### 公路
A4高速公路横穿圣莫里斯市区并设有出入口，除此之外圣莫里斯境内的道路均已完成城市化改造，配有照明、排水、人行道等设施。
| 3 | 0.5 |

| 克雷泰伊 | 7 |

| 万塞讷 | 5 |

| 迈松阿尔福 | 2.6 |

2019年，61.4%的圣莫里斯家庭拥有至少一辆私人汽车。2019年，圣莫里斯境内共发生各类交通事故61起，造成1人遇难，74人受伤，其中6人重伤。

### 铁路
距离圣莫里斯最近的铁路车站为法兰西岛大区快铁A线上的茹万维尔勒蓬站。

### 航空
距离圣莫里斯最近的民用航空站为巴黎-奥利机场，距离圣莫里斯市中心的公路里程约16公里。

### 城市公共交通
| 途经圣莫里斯境内的主要公共交通线路 |        | |
| 类型                               | 运营商 | 线路 |
| 公共汽车                           | RATP   | 111：沙朗通学校 ↔ 圣莫里斯市政府 ↔ 圣莫里斯天桥 ↔ 昂德里约培训中心 ↔ 玫瑰园 ↔ 格拉韦勒学校 ↔ 快铁圣莫-克雷泰伊站 ↔ 克雷泰伊桥 ↔ 高乃依 ↔ 快铁拉瓦雷讷-谢讷维耶尔站 ↔ 快铁尚皮尼站 281：快铁茹万维尔勒蓬站 ↔ 格拉韦勒学校 ↔ 路易·弗利什 ↔ 亨利·蒙多尔-拉费里耶尔 ↔ 克雷泰伊-莱沙 ↔ 马恩河谷省政府 ↔ 克雷泰伊-省府 ↔ 欧洲公园 |
| 1.                                 |        | |

## 政治

### 市政内阁

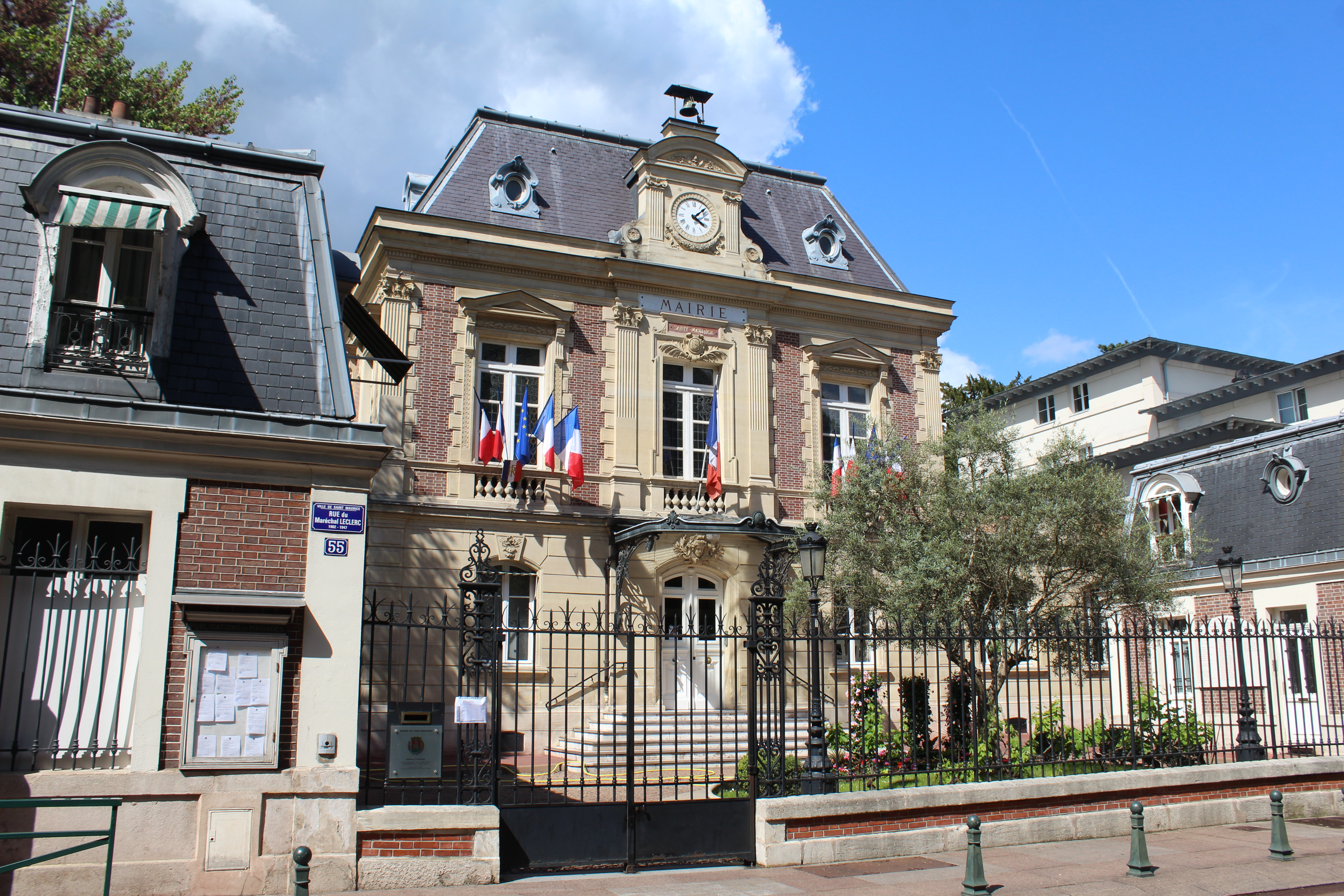
圣莫里斯市政厅

圣莫里斯的现任市长为伊戈尔·塞莫先生（Igor SÉMO），他是共和党的一名成员，在2020年的市政选举中获得了60.98%的支持率。
| 圣莫里斯历届市长 | 圣莫里斯历届市长                                              | 圣莫里斯历届市长                              |
| 任期             | 市长                                                          | 党派                                          |
| ---------------- | ------------------------------------------------------------- | --------------------------------------------- |
| 1944年－1947年   | Henri Paul Camille LEMOINE 亨利·保罗·卡米耶·勒穆瓦讷          | 不详                                          |
| 1947年－1948年   | Maurice GUYON 莫里斯·居永                                     | 不详                                          |
| 1948年－1967年   | Marius Albert Joseph THÉODORE 马里尤斯·阿尔贝·约瑟夫·泰奥多尔 | 不详                                          |
| 1967年－1989年   | Louis MANCHON 路易·芒雄                                       | RI独立激进党 →UDF法国民主联盟 →PR法国共和人党 |
| 1989年－2017年   | Christian CAMBON 克里斯蒂安·康邦                              | UDF法国民主联盟 →UMP人民运动联盟 →LR共和黨    |
| 2017年－         | Igor SÉMO 伊戈尔·塞莫                                         | LR共和黨                                      |

### 各级选举
| 圣莫里斯历届投票选举结果 | 圣莫里斯历届投票选举结果 | 圣莫里斯历届投票选举结果 | 圣莫里斯历届投票选举结果 | 圣莫里斯历届投票选举结果  | 圣莫里斯历届投票选举结果 | 圣莫里斯历届投票选举结果 | 圣莫里斯历届投票选举结果  | 圣莫里斯历届投票选举结果 | 圣莫里斯历届投票选举结果 |
| 选举项目                 | 选举范围                 | 选区单位                 | 选区单位内的选举结果     | 选区单位内的选举结果      | 选区单位内的选举结果     | 选区单位内的选举结果     | 选区单位内的选举结果      | 选区单位内的选举结果     | 参考资料                 |
| 选举项目                 | 选举范围                 | 选区单位                 | 第一轮胜出者             | 第一轮胜出者              | 支持率                   | 第二轮胜出者             | 第二轮胜出者              | 支持率                   | 参考资料                 |
| ------------------------ | ------------------------ | ------------------------ | ------------------------ | ------------------------- | ------------------------ | ------------------------ | ------------------------- | ------------------------ | ------------------------ |
| 2017年法國總統選舉       | 法國                     | 市镇                     |                          | 埃马纽埃尔·马克龙         | 31.51%                   |                          | 埃马纽埃尔·马克龙         | 82.81%                   | [ 28 ]                   |
| 2017年法国立法选举       | 马恩河谷省第八选区       | 市镇                     |                          | 詹妮费尔·杜伊布-纳翁      | 39.3%                    |                          | 米歇尔·埃尔比永           | 51.75%                   | [ 28 ]                   |
| 2019年欧洲议会选举       | 法國                     | 市镇                     |                          | 娜塔莉·卢瓦索             | 29.2%                    | （不适用）               | （不适用）                | （不适用）               | [ 30 ]                   |
| 2021年法国省级选举       | 马恩河谷省               | 县                       |                          | 尚塔尔·迪朗 埃尔韦·吉凯尔 | 46.26%                   |                          | 尚塔尔·迪朗 埃尔韦·吉凯尔 | 44.66%                   | [ 31 ]                   |
| 2021年法国省级选举       | 马恩河谷省               | 市镇                     |                          | 尚塔尔·迪朗 埃尔韦·吉凯尔 | 63.98%                   |                          | 尚塔尔·迪朗 埃尔韦·吉凯尔 | 66.34%                   | [ 31 ]                   |
| 2021年法国大区选举       | 法蘭西島大區             | 市镇                     |                          | 瓦莱丽·佩克雷斯           | 43.5%                    |                          | 瓦莱丽·佩克雷斯           | 52.21%                   | [ 32 ]                   |
| 2022年法国总统选举       | 法國                     | 市镇                     |                          | 埃马纽埃尔·马克龙         | 32.71%                   |                          | 埃马纽埃尔·马克龙         | 76.92%                   | [ 28 ]                   |
| 2022年法国立法选举       | 马恩河谷省第八选区       | 市镇                     |                          | 米歇尔·埃尔比永           | 32.11%                   |                          | 米歇尔·埃尔比永           | 63.28%                   | [ 28 ]                   |

## 人口
2019年，圣莫里斯市镇人口数量为14,189，在法国排名第690位。其中男性6,705人，女性7,484人，75岁及以上人口占6.1%，移民人口（外籍和出生于法国以外的法籍）数量为2,260人，人口密度为9,922人/平方公里，当地居民被称为（男性）和（女性）。2020年，圣莫里斯境内出生220人，死亡人口131人。
| 圣莫里斯1901年－2019年人口变化情况 |
|                                    |
| 数据来源：Cassini、INSEE           |

## 经济

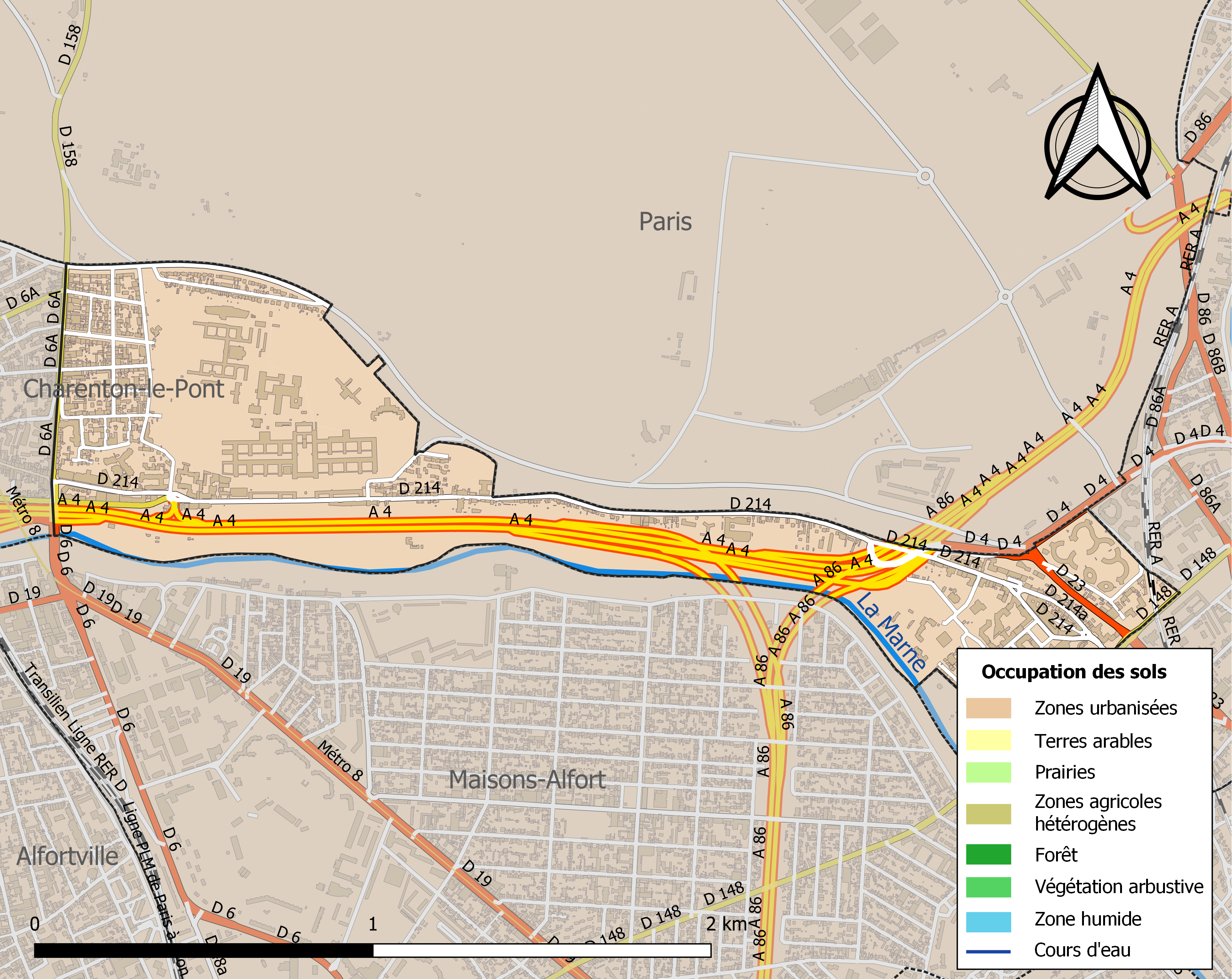
圣莫里斯土地利用情况地图

圣莫里斯是巴黎近郊的一个卫星城。截止2022年12月，圣莫里斯市镇范围内共有各类用人单位（包含自雇）2,958家，平均历史为12年，其中97.61%为中小型企业（PME），2022年10月至12月间，当地的经济活力指数为0.51%。 （工程技术）、（工程技术）及（企业管理）是当地2021年营业额最高的三个企业，分别为203,646,569欧元、143,585,678欧元和112,523,022欧元。

## 财政与居民收入
2020年，圣莫里斯的财政收入总额为23,637,800欧元，财政支出总额为23,364,900欧元，当年的债务总额为1,788,200欧元。2021年，圣莫里斯市镇共获得913,528欧元的国家财政补助，比上一年减少了8.95%。
2020年，圣莫里斯的人均月收入总额为3,305欧元，其中高级职员为4,602欧元，高于法国平均水平（4,230欧元）；中级职员为2,783欧元，高于法国平均水平（2,411欧元）；普通职员为1,999欧元，亦高于法国平均水平（1,740欧元）。
2019年，圣莫里斯境内的青壮年（15至64岁）失业率为11.6%，当地66.5%的家庭拥有纳税资格，平均纳税6,749欧元，高于法国平均水平（3,910欧元）。

## 社会事务

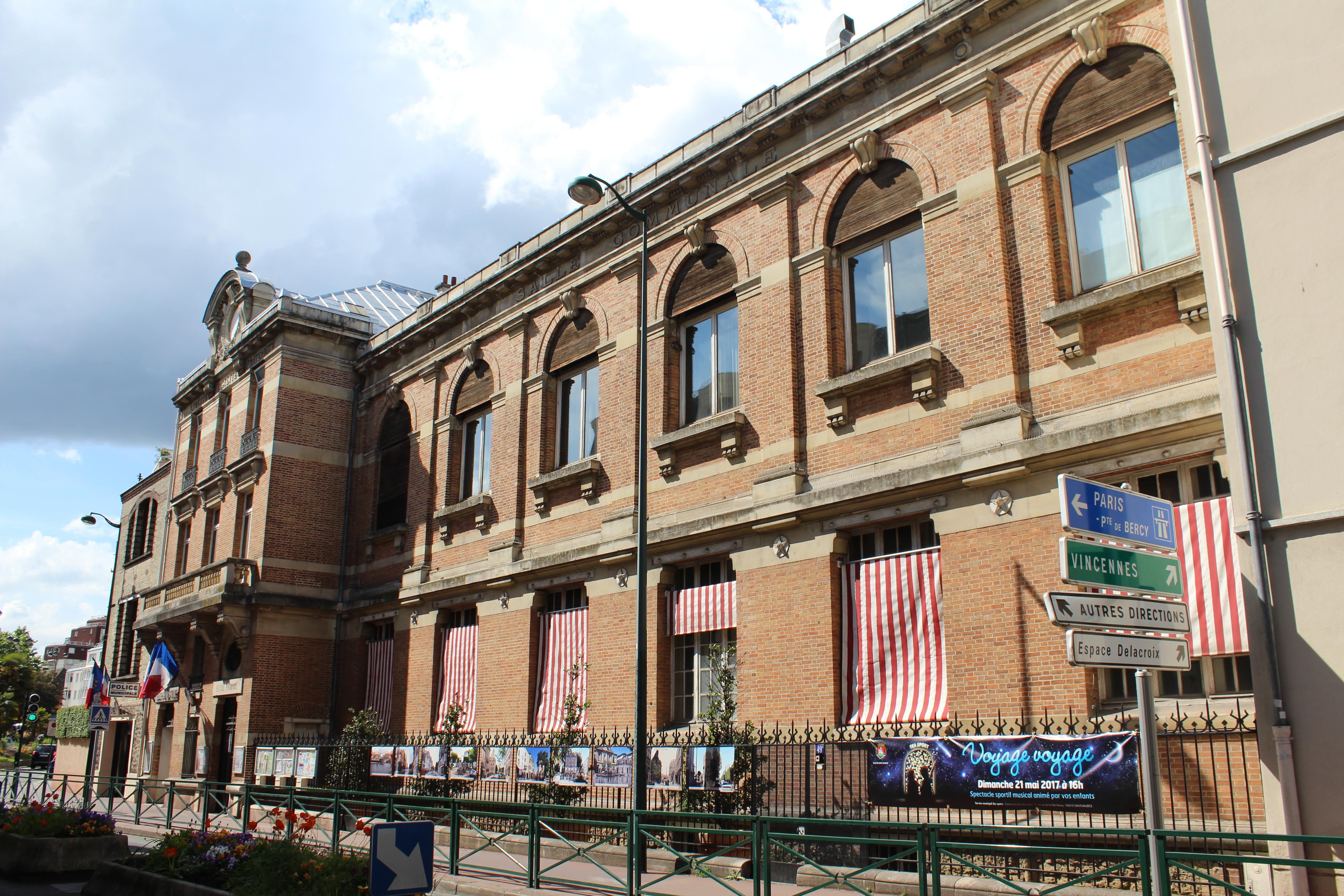
圣莫里斯中心小学

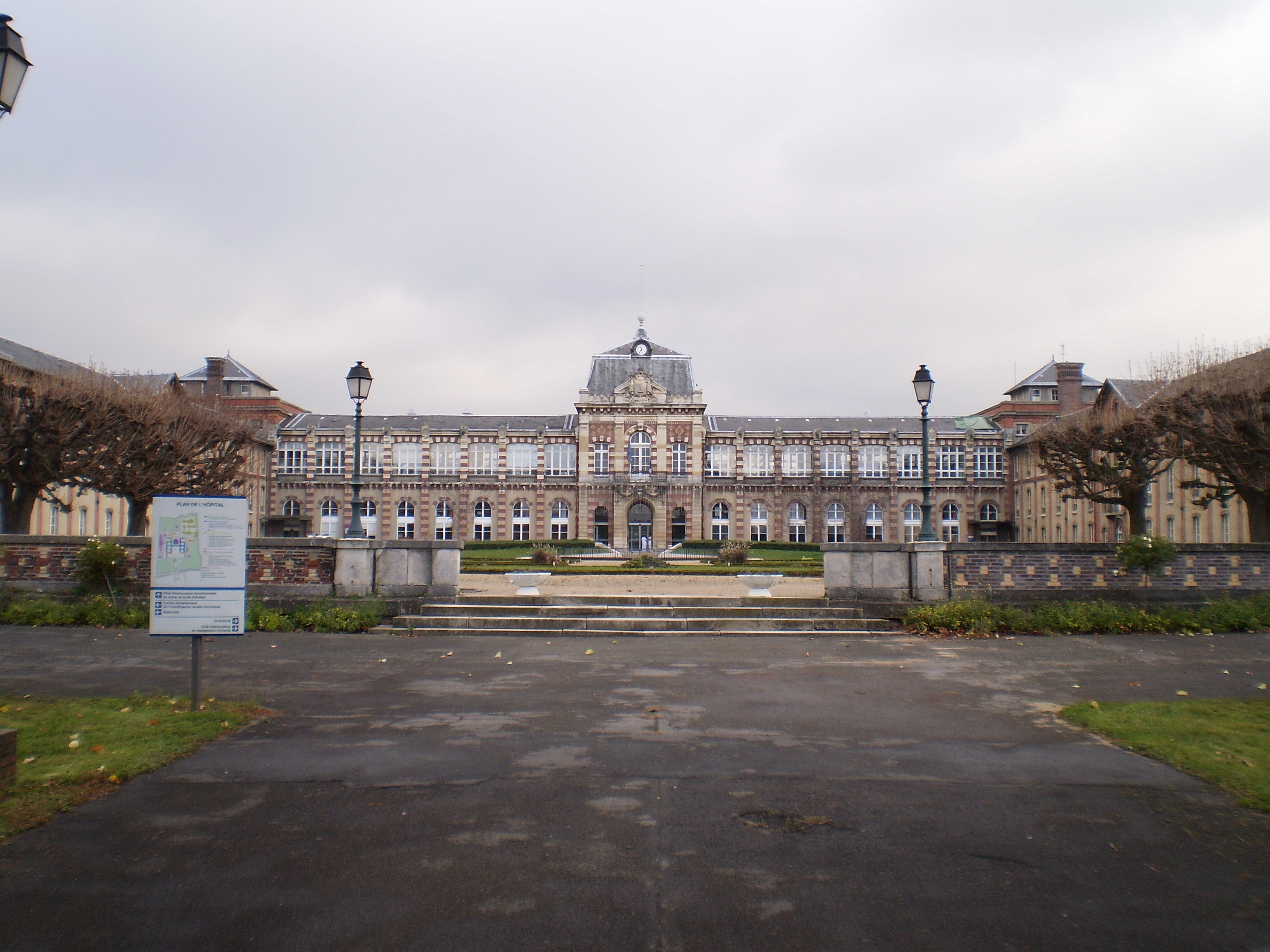
圣莫里斯医院

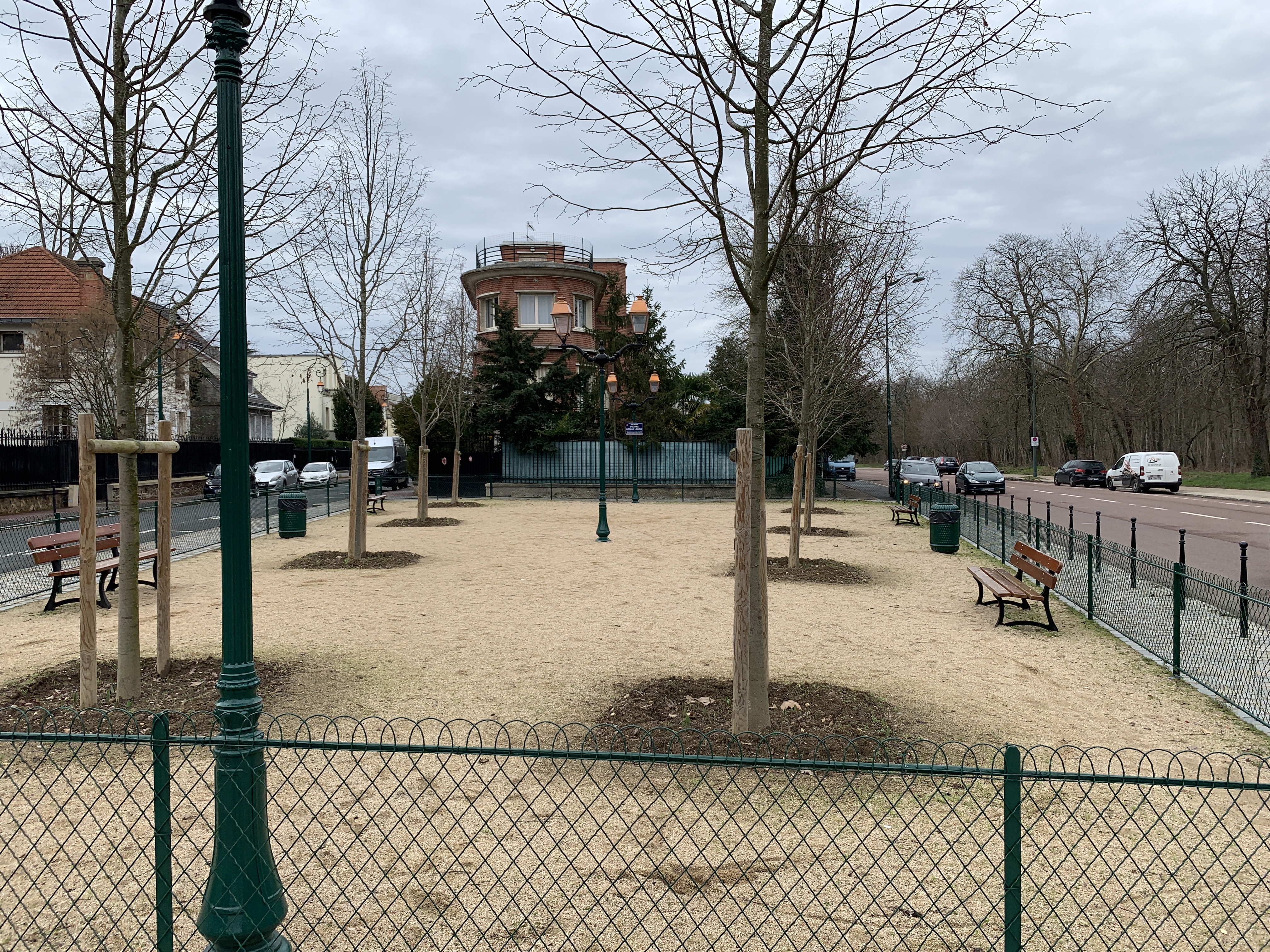
圣莫里斯的一处街心花园

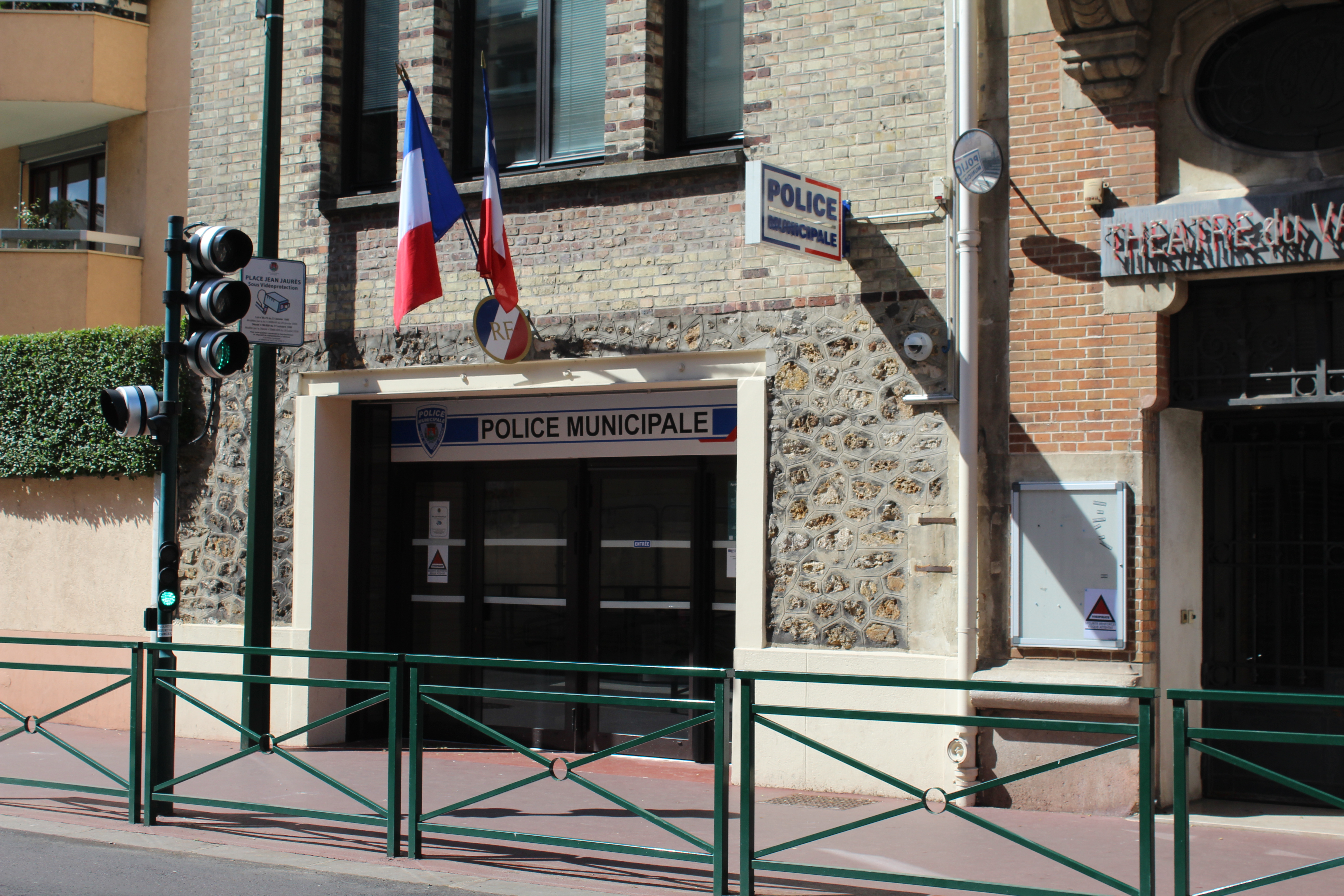
市政警察局

### 教育
圣莫里斯属于克雷泰伊学区。截止2021年1月1日，圣莫里斯境内共有4所幼儿园、2所小学和2所初级中学。2018至2019学年度，圣莫里斯境内共有在校中等教育阶段学生395名。
在高等教育方面，圣莫里斯境内建有两所卫生学校。

### 医疗
截止2021年1月1日，圣莫里斯境内共有全科医生8名、保健师14名、牙医1名、护士8名、皮肤科医生1名、助产士2名和儿科医生2名。境内共有药房4家、残疾人帮扶中心3家。
圣莫里斯医院（Hôpitaux de Saint-Maurice）是法国的一个区域性医疗机构，也是法国重要的精神科学专业医院，其主病区位于圣莫里斯市区，设有床位888个，是当地规模最大的公立医院。距离圣莫里斯最近的综合性公立医院为5公里外的克雷泰伊亨利·蒙多尔医院。

### 住房
2019年，圣莫里斯境内共有各类住房7,329套，其中5.6%为独立式居民区，93.4%为集中式居民区。常住房屋占圣莫里斯市镇范围内居民建筑总量的89.7%。
在住房保障政策方面，2021年，圣莫里斯境内共有1,011户家庭获得了住房经济补助，受益人数占总人口数量的7.1%，其中1,002份为房租补助。

### 商业
2021年，圣莫里斯境内共有各类实体商铺203家，其中餐厅34家、大型超市3家、杂货店8家、面包房9家、肉铺3家、银行门店5家、美容美发店5家、汽车维修店5家。市区东部的格拉韦勒街区建有商业街区，有欧尚、家乐福等便民超市。

### 体育
2021年，圣莫里斯境内共有2间体育馆、1座综合体育场、6处网球场、1处足球或橄榄球场以及1处篮球或排球场。
截至2022年12月，圣莫里斯青年人联盟（Saint Maurice Association Jeunes，编号550378）是圣莫里斯境内唯一的一家注册足球俱乐部，该俱乐部仅包含五人制足球赛队伍，其主队2022至2023赛季参加法兰西岛大区足球联赛五人制丙组，其主场为市政中心体育馆（Gymnase Centre municipal）。

### 环境
圣莫里斯的环境事务由其所属的大巴黎都会区联合各级政府协调负责。2021年，圣莫里斯境内暂无污染企业。

### 治安
圣莫里斯及其附近的共2个市镇是沙朗通勒蓬警区（zone police de Charenton le Pont）的管辖范围。2020年，该警区累计记录各类案件2,842起，其中盗窃类案件1,722起，经济类案件415起，毒品交易类案件120起。

## 文化
2021年，圣莫里斯境内暂无任何文化设施。圣莫里斯境内建有两家多媒体中心，其中欧仁·德拉克鲁瓦多媒体中心（Médiathèque Eugène Delacroix）是当地主要的文化场所，每周二至六向公众开放。

### 建筑
圣莫里斯境内有多处历史建筑，其中埃斯基罗尔医院旧址、圣莫里斯教堂、埃米尔·贝尔特朗集市（Marché Émile Bertrand）等为法国国家文物保护单位。

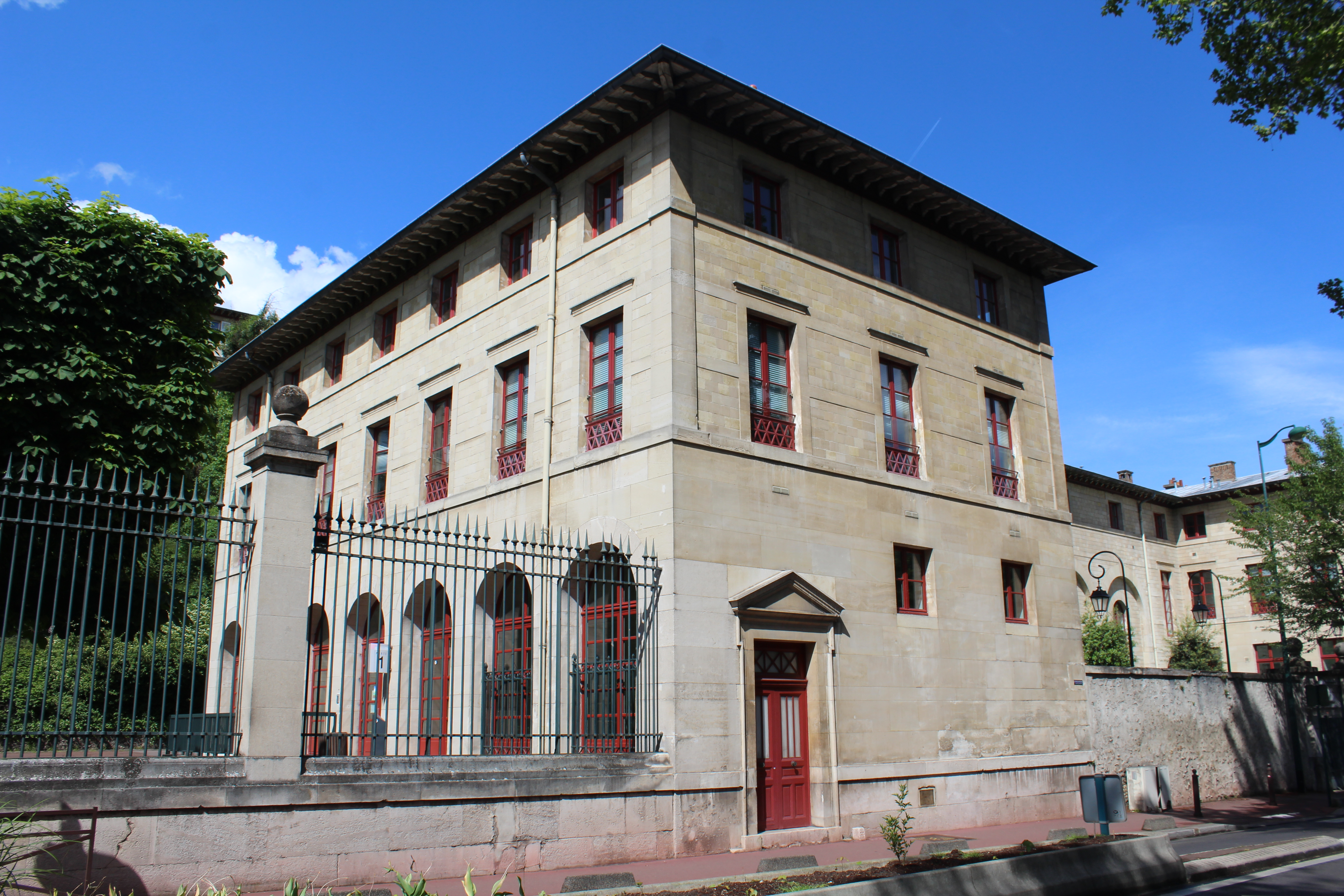
埃斯基罗尔医院（法语：Hôpital Henri-Mondor）旧址
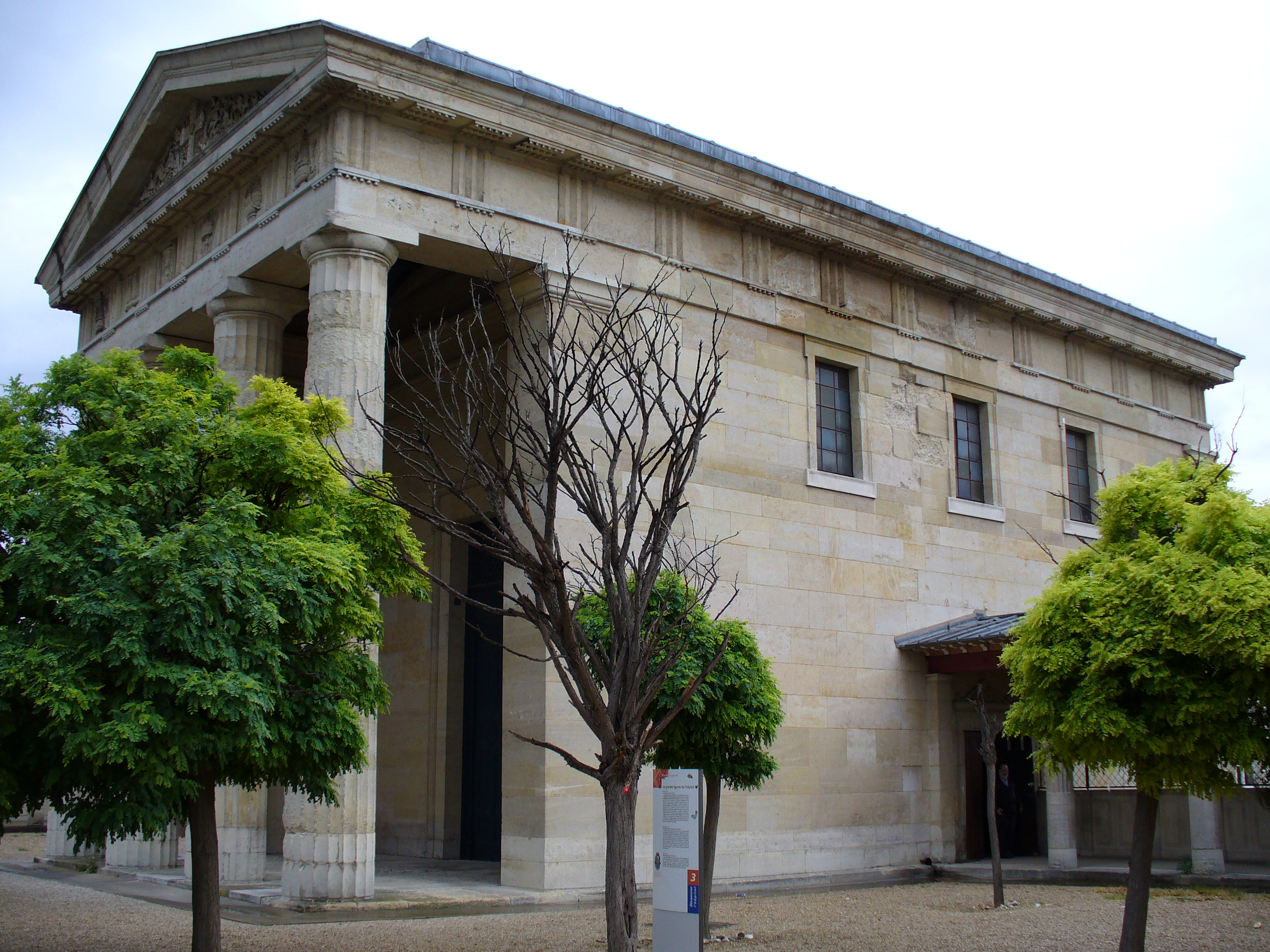
神学院小教堂
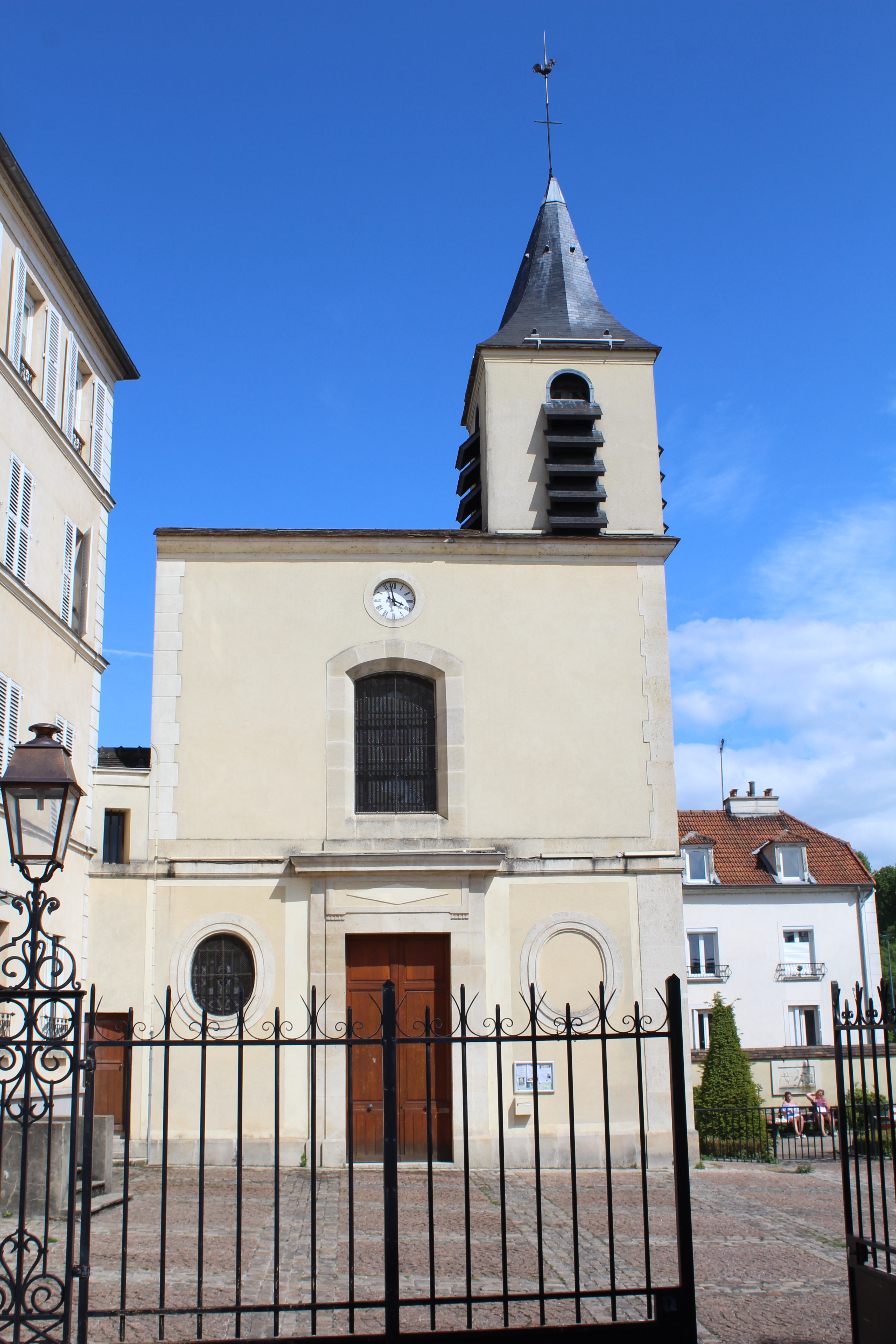
圣莫里斯教堂（法语：Église Saint-Maurice de Saint-Maurice (Val-de-Marne)）
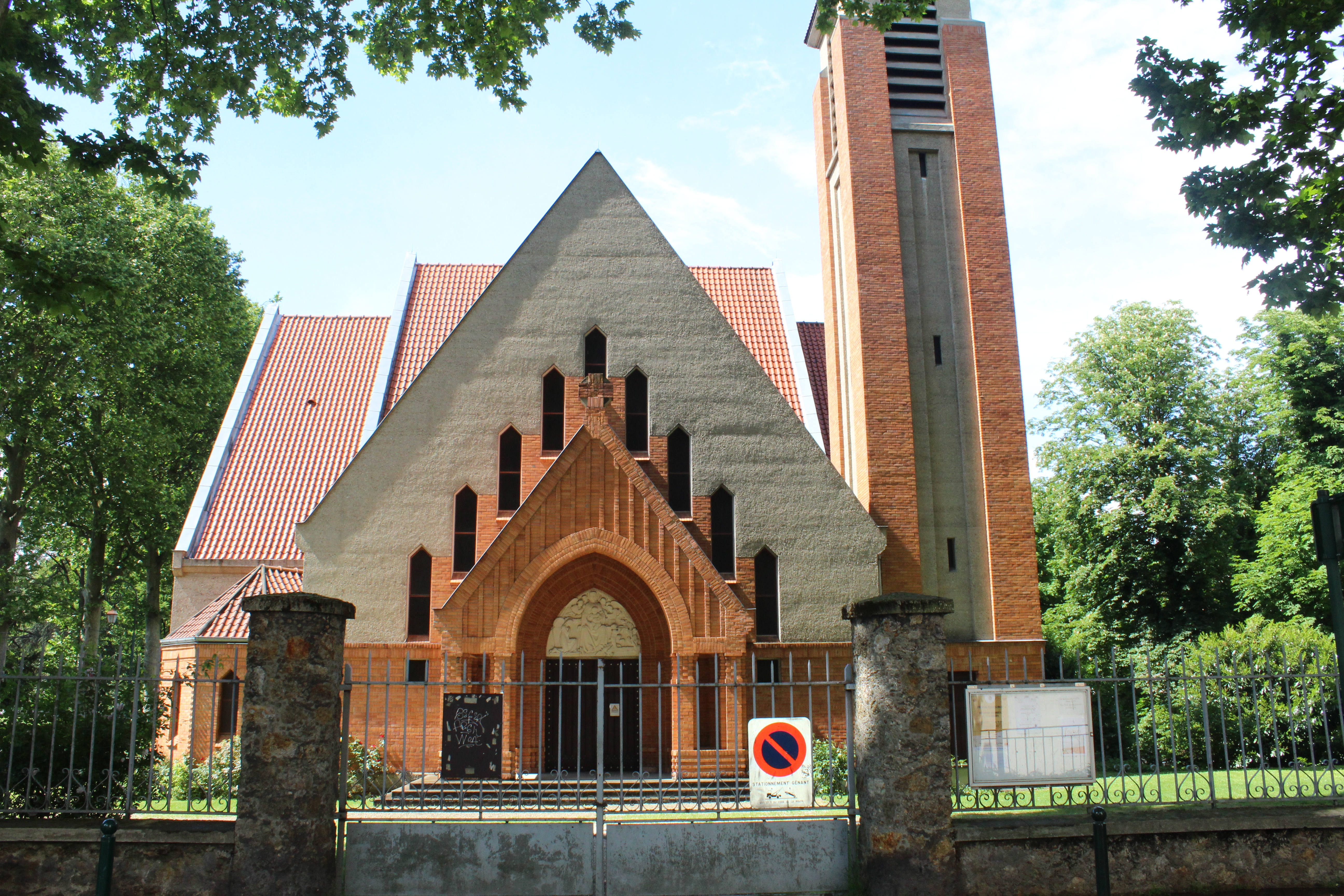
守护天使教堂（法语：Église des Saints-Anges-Gardiens de Saint-Maurice）
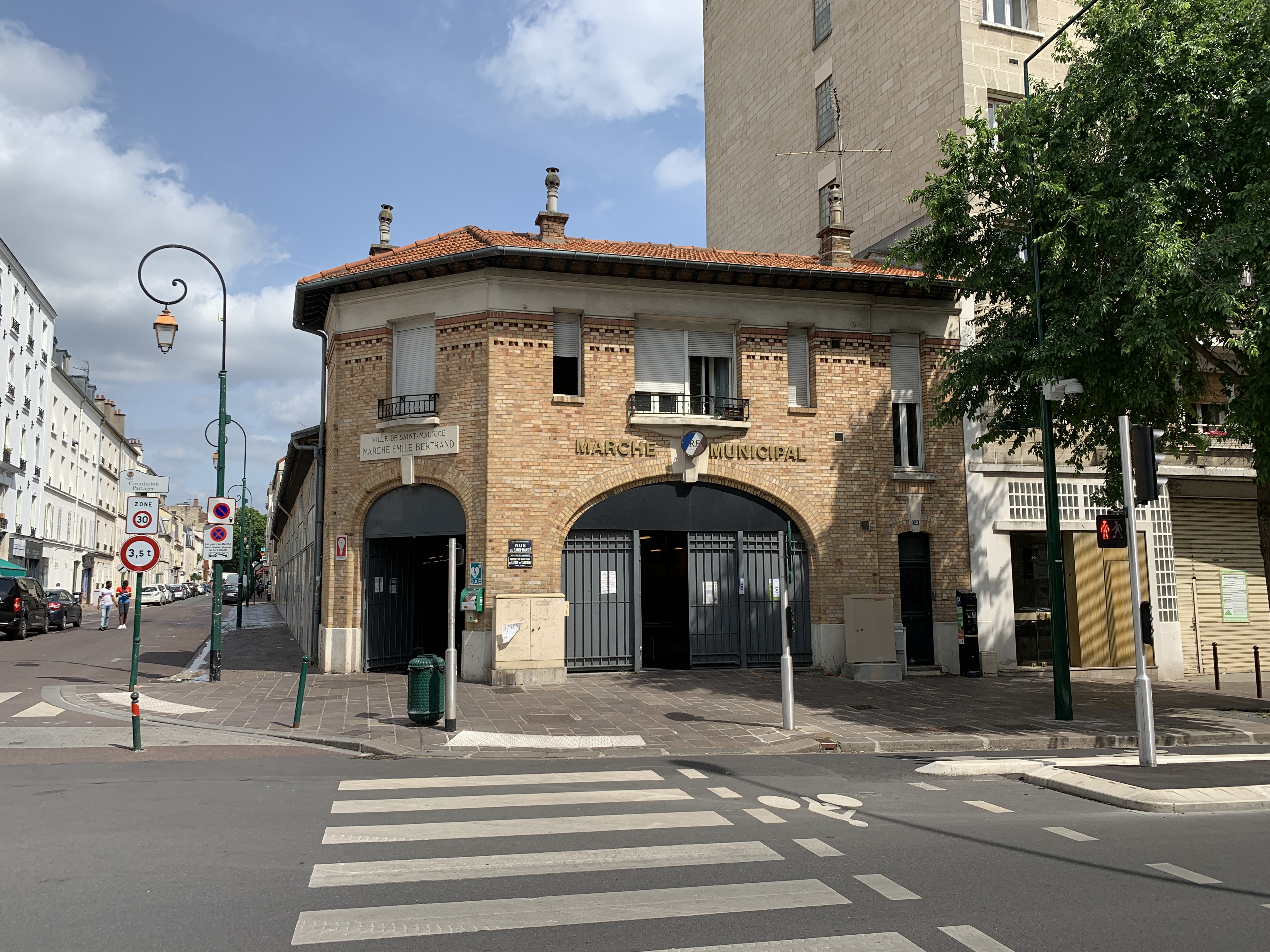
埃米尔·贝尔特朗集市
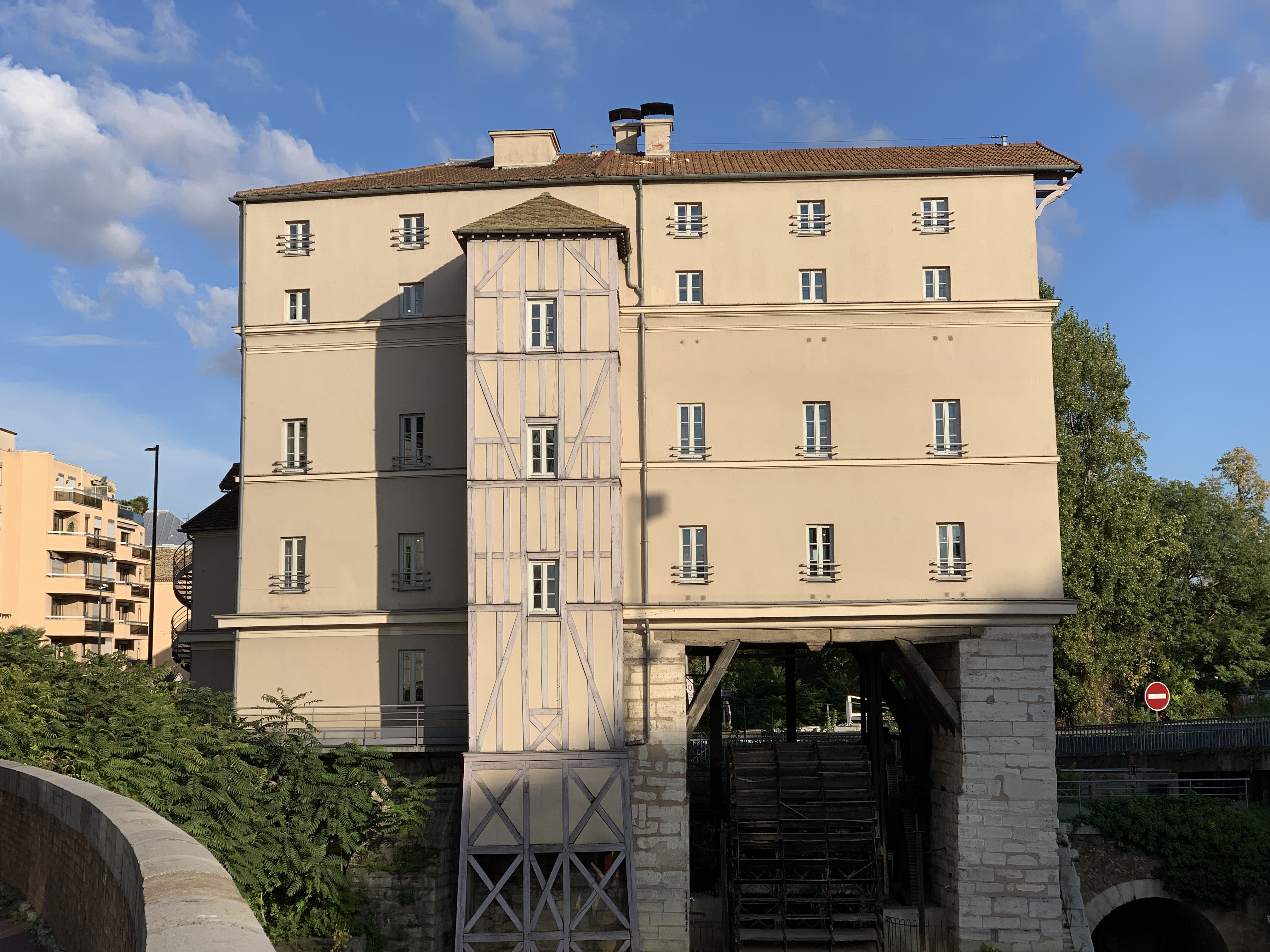
道路磨坊（法语：Moulin de la Chaussée）
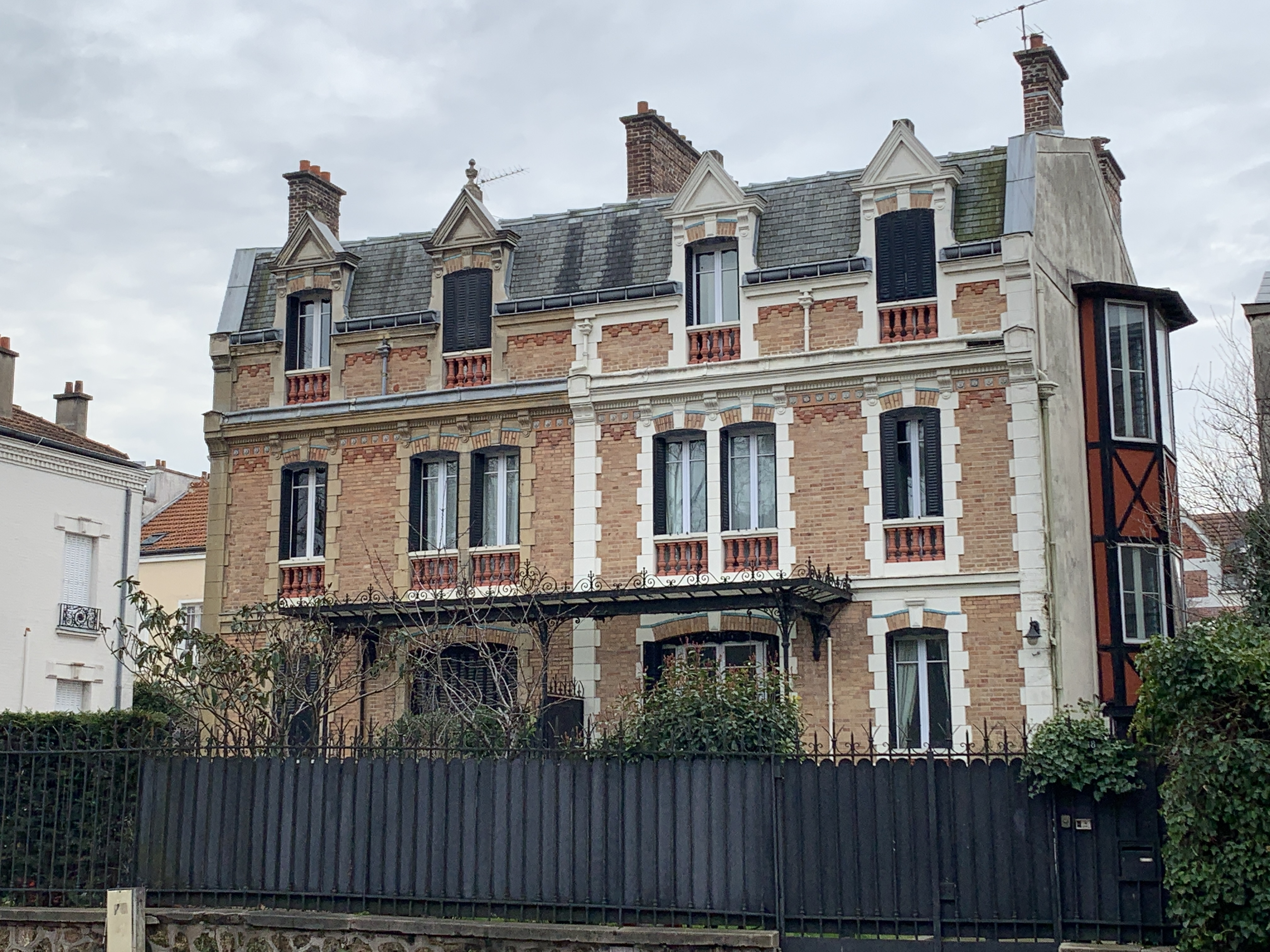
一处传统民居

### 旅游
圣莫里斯的旅游事务由其所属的大巴黎都会区负责。2022年，圣莫里斯境内共有2家酒店共计195间房间。

### 媒体
法国主要的媒体均可在圣莫里斯接收，法国电视三台下属的法兰西岛大区频道在部分时段播出圣莫里斯所属的马恩河谷省的地方新闻。《巴黎人报》、蓝色法兰西巴黎广播、BFM电视台法兰西岛频道等是当地主要的地方性媒体。

## 相关人物
法国足球运动员阿德里安·拉比奥、篮球运动员埃万·富尼耶、女子皮划艇运动员埃米莉·费尔和阿尔及利亚裔足球运动员出生于圣莫里斯。

## 友好城市
截至2022年12月，圣莫里斯共与三座城市互为友好城市关系：
- 瑞士 圣莫里斯
- 德国 美因河畔埃伦巴赫
- 義大利 库尔塔罗洛